# Groix
Groix (in bretone: Groe) è un comune francese di 2 364 abitanti situato nel dipartimento del Morbihan nella regione della Bretagna.

## Società

### Evoluzione demografica
Abitanti censiti